# 溴化亚锡
溴化亚锡是一种无机化合物，由锡和溴组成，化学式 SnBr2。 在这个化合物里，锡的氧化态为 +2 。二价锡的化合物稳定是惰性电子对效应造成的。

## 结构和成键
气态 SnBr2 分子是一种角形的分子，与 SnCl2 在气态的时候一样。 Br-Sn-Br 的键角为 95°  ， Sn-Br 的键长则为 255pm。 有证据表明它会二聚。 固态溴化亚锡的结构类似SnCl2和PbCl2。锡与五个溴原子配位，形状类似三角双锥。

## 制备
溴化亚锡可以由金属锡和HBr反应而成，蒸馏出H2O/HBr并冷却：
Sn + 2HBr→ SnBr2 + H2
不过，如果接触氧气，这个反应会生成四溴化锡。

## 反应
SnBr2 可溶于供体溶剂，例如丙酮、吡啶和二甲基亚砜，得到锥形加合物。 

它有很多种水合物，如： 2SnBr2·H2O、3SnBr2·H2O 和 6SnBr2·5H2O 。它们的固相中的锡的配位是扭曲的三角柱，连接6个溴原子，且Br或H2 O覆盖1或2个面。 
当它溶于HBr时，三角锥型的 SnBr3− 离子会被产生。
和 SnCl2 一样，溴化亚锡也是一种还原剂。它和溴代烃反应，生成烷基三溴化锡。 例如：
SnBr2 + RBr→ RSnBr3
溴化亚锡是一种路易斯酸，可以和配体如：三甲胺形成加合物如： NMe3.SnBr2 和 2NMe3.SnBr2。

它也可以和同时路易斯酸和路易斯碱形成加合物，例如 F3B.SnBr2.NMe3 ，路易斯酸是三氟化硼，而路易斯碱则是三甲胺。 